# Communauté rurale de Djibabouya
La communauté rurale de Djibabouya est une communauté rurale du Sénégal située en Casamance, au sud du pays. 
Elle fait partie de l'arrondissement de Djibabouya, du département de Sédhiou et de la région de Sédhiou.
Lors du dernier recensement, la CR comptait 5 687 personnes et 527 ménages.